# Parrocchie della diocesi di Vittorio Veneto

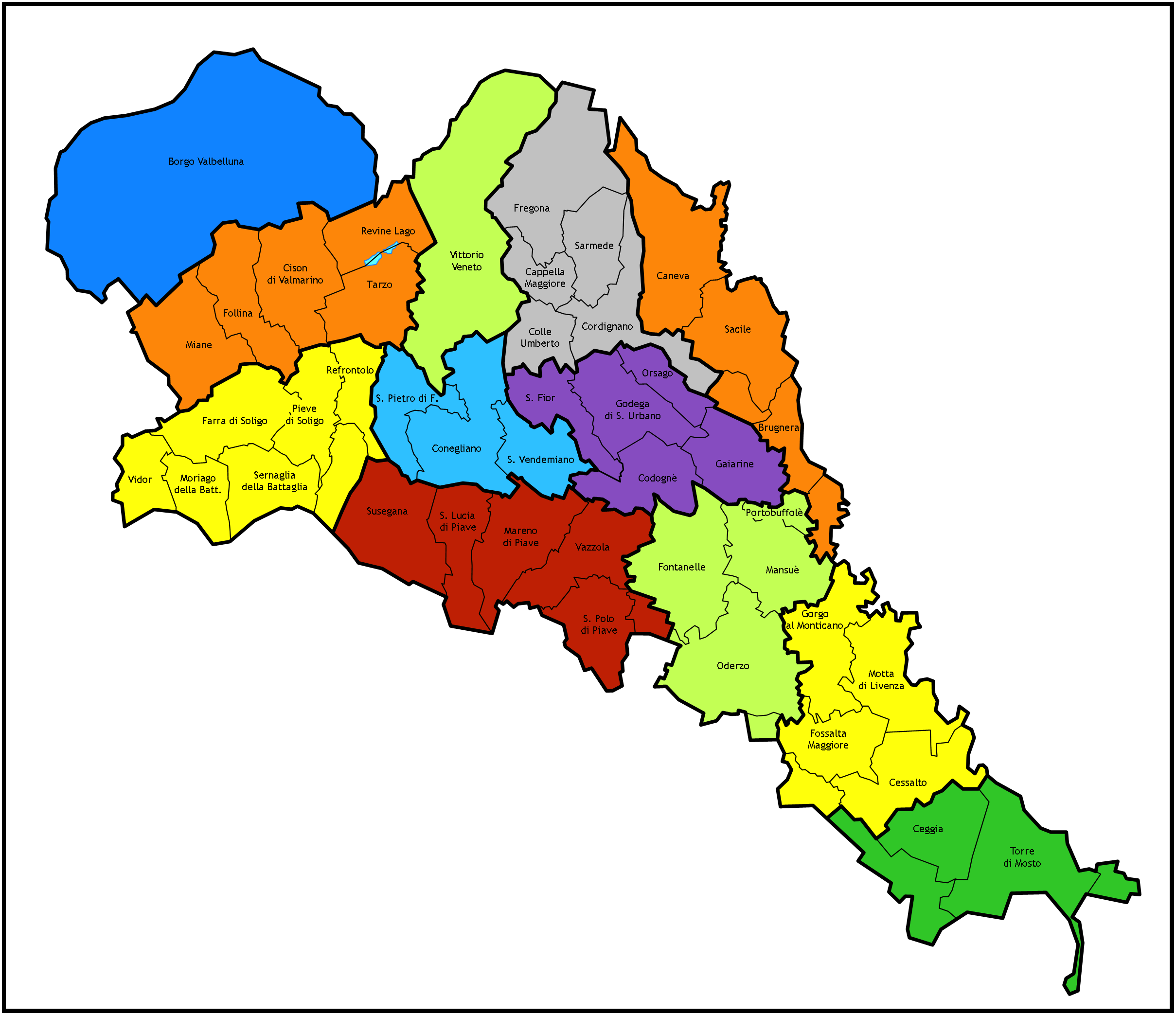
La diocesi di Vittorio Veneto organizzata per foranie.

Le parrocchie della diocesi di Vittorio Veneto sono 162 e sono distribuite in comuni e frazioni  appartenenti alla provincia di Treviso, alla provincia di Belluno, alla provincia di Pordenone e alla provincia di Venezia.

## Eccezioni all'estensione della diocesi
- la parrocchia di Collalto è l'unica del comune di Susegana (forania La Colonna) a far parte della for. Quartier del Piave;
- la parrocchia di Francenigo è l'unica del comune di Gaiarine (for. Pontebbana) a far parte della for. Sacilese;
- del comune di Sacile (for. Sacilese) non fa parte la frazione San Odorico (diocesi di Concordia-Pordenone);
- del comune di Brugnera (for. Sacilese) non fanno parte le frazioni Tamai e Maron (diocesi di Concordia-Pordenone);
- del comune di Prata di Pordenone (diocesi di Concordia-Pordenone) sono comprese le parrocchie di Villanova e Ghirano (for. Sacilese);
- del comune di Ponte di Piave (diocesi di Treviso) è compresa la parrocchia di Busco-San Nicolò (for. Opitergina);
- del comune di Ormelle (diocesi di Treviso) è compresa la parrocchia di Tempio (for. La Colonna);
- del comune di Salgareda (diocesi di Treviso) sono comprese le parrocchie di Campodipietra e Arzeri (for. Mottense);
- della diocesi (for. di Torre di Mosto) è il territorio compreso tra il canale Grassaga e la Livenza con le parrocchie di Grassaga e Fossà (comune di San Donà di Piave, diocesi di Treviso) e San Giorgio di Livenza (comune di Caorle, patriarcato di Venezia).

## Foranie

### Forania di Vittorio Veneto
Comprende le parrocchie del comune di Vittorio Veneto. La popolazione del territorio ammonta a 30.680 unità.
| Parrocchia                             | Patrono                          | Comune          | Frazione/Quartiere           | Popolazione | Web |
| -------------------------------------- | -------------------------------- | --------------- | ---------------------------- | ----------- | --- |
| Ceneda (cattedrale)                    | Santa Maria Assunta              | Vittorio Veneto | Ceneda                       | 5.511       |     |
| Carpesica                              | San Daniele profeta              | Vittorio Veneto | Carpesica                    | 1.370       |     |
| Costa di Vittorio Veneto               | San Silvestro papa               | Vittorio Veneto | Costa                        | 2.300       |     |
| Cozzuolo                               | San Valentino                    | Vittorio Veneto | Cozzuolo                     | 502         |     |
| Fadalto-Val Lapisina-Nove-San Floriano | Santi Ermagora e Fortunato       | Vittorio Veneto | Fadalto, Nove e San Floriano | 829         |     |
| Formeniga                              | San Pancrazio martire            | Vittorio Veneto | Formeniga                    | 606         |     |
| Meschio                                | Santa Maria Annunziata           | Vittorio Veneto | Meschio                      | 3.345       |     |
| Salsa                                  | San Michele arcangelo            | Vittorio Veneto | Salsa                        | 2.300       |     |
| San Giacomo di Veglia                  | San Giacomo apostolo             | Vittorio Veneto | San Giacomo di Veglia        | 3.700       |     |
| San Lorenzo in Montagna                | San Lorenzo martire              | Vittorio Veneto | San Lorenzo                  | 164         |     |
| Santa Giustina                         | Santa Giustina vergine e martire | Vittorio Veneto | Serravalle-Santa Giustina    | 2.050       |     |
| Sant'Andrea di Vittorio Veneto         | Sant'Andrea apostolo             | Vittorio Veneto | Sant'Andrea                  | 2.123       |     |
| Santi Pietro e Paolo                   | Santi Pietro e Paolo apostoli    | Vittorio Veneto | Santi Pietro e Paolo         | 3.220       |     |
| Serravalle                             | Natività di Maria Santissima     | Vittorio Veneto | Serravalle                   | 2.660       |     |

### Forania La Colonna
Comprende le parrocchie dei comuni di Mareno di Piave, Susegana (esclusa la frazione di Collalto, compresa nel vic. Quartier del Piave), San Polo di Piave, Santa Lucia di Piave e Vazzola; comprende inoltre la frazione Tempio di Ormelle (diocesi di Treviso). La popolazione del territorio ammonta a 38.342 unità.
| Parrocchia                   | Patrono                                   | Comune               | Frazione/Quartiere    | Popolazione | Web                                                 |
| ---------------------------- | ----------------------------------------- | -------------------- | --------------------- | ----------- | --------------------------------------------------- |
| Mareno di Piave              | Santi Pietro e Paolo apostoli             | Mareno di Piave      | centro                | 3.530       |                                                     |
| Bocca di Strada              | Presentazione di Maria Santissima         | Mareno di Piave      | Bocca di Strada       | 3.602       |                                                     |
| Colfosco                     | San Daniele profeta                       | Susegana             | Colfosco              | 2.340       |                                                     |
| Crevada                      | San Giuseppe                              | Susegana             | Crevada               | 840         |                                                     |
| Ponte della Priula           | San Carlo Borromeo vescovo                | Susegana             | Ponte della Priula    | 4.081       | Archiviato il 24 febbraio 2021 in Internet Archive. |
| Rai                          | Santa Maria Maddalena                     | San Polo di Piave    | Rai                   | 740         |                                                     |
| Ramera                       | San Michele arcangelo                     | Mareno di Piave      | Ramera                | 1.171       |                                                     |
| San Polo di Piave            | Conversione di San Paolo apostolo         | San Polo di Piave    | centro                | 3.863       |                                                     |
| Santa Lucia di Piave         | Santa Lucia vergine e martire             | Santa Lucia di Piave | centro                | 4.200       |                                                     |
| Santa Maria del Piave        | Beata Maria Vergine di Lourdes            | Mareno di Piave      | Santa Maria del Piave | 1.300       |                                                     |
| Sarano                       | San Martino vescovo                       | Santa Lucia di Piave | Sarano                | 1.680       |                                                     |
| Soffratta di Mareno di Piave | Santi Lorenzo martire e Marco evangelista | Mareno di Piave      | Soffratta             | 851         |                                                     |
| Susegana                     | Visitazione della Beata Vergine Maria     | Susegana             | centro                | 3.700       |                                                     |
| Tempio di Ormelle            | San Giovanni Battista                     | Ormelle              | Tempio                | 621         |                                                     |
| Tezze di Piave               | San Francesco d'Assisi                    | Vazzola              | Tezze di Piave        | 1.873       |                                                     |
| Vazzola                      | San Giovanni Battista                     | Vazzola              | centro                | 2.650       |                                                     |
| Visnà                        | San Martino vescovo                       | Vazzola              | Visnà                 | 1.300       |                                                     |

### Forania di Conegliano
Comprende le parrocchie dei comuni di Conegliano, San Pietro di Feletto e San Vendemiano. La popolazione del territorio ammonta a 52.859 unità.
| Parrocchia                        | Patrono                                             | Comune                | Frazione/Quartiere     | Popolazione | Web |
| --------------------------------- | --------------------------------------------------- | --------------------- | ---------------------- | ----------- | --- |
| Conegliano-Duomo                  | Annunciazione del Signore                           | Conegliano            | centro                 | 3.506       |     |
| Bagnolo                           | Santa Maria in Betlemme                             | San Pietro di Feletto | Bagnolo                | 1.294       |     |
| Campolongo                        | Annunciazione del Signore                           | Conegliano            | Campolongo             | 3.054       |     |
| Collalbrigo                       | San Dionigi areopagita                              | Conegliano            | Collalbrigo            | 480         |     |
| Costa di Conegliano               | San Silvestro papa                                  | Conegliano            | Costa                  | 750         |     |
| Ogliano                           | Assunzione di Maria Santissima                      | Conegliano            | Ogliano                | 1.300       |     |
| Parè                              | Beata Maria Vergine di Fátima                       | Conegliano            | Parè                   | 5.000       |     |
| Rua di Feletto                    | Assunzione di Maria Santissima e San Romualdo abate | San Pietro di Feletto | Rua di Feletto         | 972         |     |
| Saccon                            | Santi Felice e Rocco                                | San Vendemiano        | Saccon                 | 712         |     |
| San Pietro di Feletto             | San Pietro apostolo                                 | San Pietro di Feletto | centro                 | 642         |     |
| San Pio X                         | San Pio X                                           | Conegliano            | centro-ovest           | 5.160       |     |
| San Rocco                         | Santi Rocco e Domenico                              | Conegliano            | centro-sud             | 4.500       |     |
| Santa Maria delle Grazie          | Visitazione della Beata Vergine                     | Conegliano            | centro-est             | 6.118       |     |
| Santa Maria di Feletto            | Purificazione della Beata Vergine Maria             | San Pietro di Feletto | Santa Maria di Feletto | 1.639       |     |
| Santa Maria Immacolata di Lourdes | Beata Maria Vergine                                 | Conegliano            | centro-nord            | 3.400       |     |
| Santi Martino e Rosa              | Santi Martino e Rosa                                | Conegliano            | centro-est             | 5.000       |     |
| San Vendemiano                    | San Vendemiale vescovo                              | San Vendemiano        | centro                 | 6.890       |     |
| Scomigo                           | Sant'Elena imperatrice                              | Conegliano            | Scomigo                | 892         |     |
| Zoppè                             | San Pietro in Vincoli                               | San Vendemiano        | Zoppè                  | 1.550       |     |

### Forania Mottense
Comprende le parrocchie dei comuni di Motta di Livenza (esclusa la frazione di Lorenzaga, compresa nella diocesi di Concordia-Pordenone), Gorgo al Monticano, Cessalto, Chiarano e di Arzeri e Campodipietra, frazioni di Salgareda (diocesi di Treviso) La popolazione del territorio ammonta a 20.271 unità.
| Parrocchia              | Patrono                            | Comune             | Frazione/Quartiere      | Popolazione | Web |
| ----------------------- | ---------------------------------- | ------------------ | ----------------------- | ----------- | --- |
| Motta di Livenza        | San Nicola vescovo                 | Motta di Livenza   | centro                  | 7.500       |     |
| Arzeri                  | Santa Maria Assunta                | Salgareda          | Arzeri                  | 298         |     |
| Campodipietra           | San Mauro abate                    | Salgareda          | Campodipietra           | 1.000       |     |
| Cavalier                | San Daniele profeta                | Gorgo al Monticano | Cavalier                | 680         |     |
| Cessalto                | Santa Croce                        | Cessalto           | centro                  | 2.070       |     |
| Chiarano                | San Bartolomeo apostolo            | Chiarano           | centro                  | 1.770       |     |
| Fossalta Maggiore       | San Marco evangelista              | Chiarano           | Fossalta Maggiore       | 1.186       |     |
| Gorgo al Monticano      | Santi Ippolito e Cassiano martiri  | Gorgo al Monticano | centro                  | 2.750       |     |
| Navolè                  | San Martino vescovo                | Gorgo al Monticano | Navolè                  | 584         |     |
| San Giovanni di Motta   | San Giovanni Battista              | Motta di Livenza   | San Giovanni            | 863         |     |
| Santa Maria di Campagna | Natività della Beata Vergine Maria | Cessalto           | Santa Maria di Campagna | 748         |     |
| Sant'Anastasio          | Sant'Anastasio papa                | Cessalto           | Sant'Anastasio          | 361         |     |
| Villanova di Motta      | Sant'Agostino vescovo              | Motta di Livenza   | Villanova               | 461         |     |

### Forania Opitergina
Comprende le parrocchie dei comuni di Oderzo, Fontanelle, Mansuè e Portobuffolé; vi fa parte, inoltre, la parrocchia di Busco-San Nicolò di Ponte di Piave (diocesi di Treviso) La popolazione del territorio ammonta a 29.494 unità.
| Parrocchia             | Patrono                            | Comune             | Frazione/Quartiere               | Popolazione | Web |
| ---------------------- | ---------------------------------- | ------------------ | -------------------------------- | ----------- | --- |
| Oderzo                 | San Giovanni Battista              | Oderzo             | centro                           | 10.000      |     |
| Basalghelle            | San Giorgio martire                | Mansuè             | Basalghelle                      | 910         |     |
| Busco-San Nicolò       | Annunciazione di Maria Vergine     | Ponte di Piave     | Busco e San Nicolò               | 573         |     |
| Camino                 | San Bartolomeo apostolo            | Oderzo             | Camino                           | 2.300       |     |
| Colfrancui             | San Giacomo apostolo               | Oderzo, Fontanelle | Colfrancui, Santa Maria del Palù | 1.650       |     |
| Faè di Oderzo          | San Tommaso apostolo               | Oderzo             | Faè                              | 805         |     |
| Fontanelle             | San Pietro apostolo                | Fontanelle         | centro                           | 1.692       |     |
| Fontanellette          | Natività di Maria Santissima       | Fontanelle         | Fontanellette                    | 529         |     |
| Fratta di Oderzo       | Santi Filippo e Giacomo apostoli   | Oderzo             | Fratta                           | 1.023       |     |
| Lutrano                | San Nicolò vescovo                 | Fontanelle         | Lutrano                          | 2.200       |     |
| Mansuè                 | San Mansueto                       | Mansuè             | centro                           | 3.242       |     |
| Piavon                 | San Benedetto abate                | Oderzo             | Piavon                           | 1.600       |     |
| Portobuffolé           | San Marco evangelista              | Portobuffolé       | centro                           | 700         |     |
| Rustignè               | Santa Margherita vergine e martire | Oderzo             | Rustignè                         | 526         |     |
| San Vincenzo di Oderzo | San Vincenzo                       | Oderzo             | San Vincenzo                     | 1.400       |     |
| Vallonto               | Santi Simone e Giuda apostoli      | Fontanelle         | Vallonto                         | 625         |     |

### Forania Pedemontana
Comprende le parrocchie dei comuni di Cordignano, Colle Umberto, Sarmede, Cappella Maggiore e Fregona. La popolazione del territorio ammonta a 21.742 unità.
| Parrocchia                    | Patrono                                    | Comune            | Frazione/Quartiere | Popolazione | Web |
| ----------------------------- | ------------------------------------------ | ----------------- | ------------------ | ----------- | --- |
| Cordignano                    | Santa Maria Assunta e San Cassiano         | Cordignano        | centro             | 3.800       |     |
| Anzano                        | Santi Vito e Modesto martiri               | Cappella Maggiore | Anzano             | 2.650       |     |
| Cappella Maggiore             | Santa Maria Maddalena                      | Cappella Maggiore | centro             | 1.750       |     |
| Colle Umberto                 | San Tommaso apostolo                       | Colle Umberto     | centro             | 1.950       |     |
| Fregona-Sonego                | Assunzione di Maria Santissima             | Fregona           | centro e Sonego    | 2.050       |     |
| Menarè                        | Santa Maria della Pace                     | Colle Umberto     | Menarè             | 840         |     |
| Montaner                      | San Pancrazio martire                      | Sarmede           | Montaner           | 1.262       |     |
| Osigo                         | San Giorgio martire                        | Fregona           | Osigo              | 815         |     |
| Pinidello di Cordignano       | Santo Stefano protomartire                 | Cordignano        | Pinidello          | 996         |     |
| Ponte della Muda              | San Valentino martire                      | Cordignano        | Ponte della Muda   | 1.100       |     |
| Rugolo                        | San Giorgio martire                        | Sarmede           | Rugolo             | 386         |     |
| San Martino di Colle Umberto  | San Martino vescovo                        | Colle Umberto     | San Martino        | 1.905       |     |
| Sarmede                       | Sant'Antonio da Padova                     | Sarmede           | centro             | 1.330       |     |
| Villa Belvedere di Cordignano | Santi Gottardo vescovo e Pancrazio martire | Cordignano        | Villa di Villa     | 908         |     |

### Forania Pontebbana
Comprende le parrocchie dei comuni di Godega di Sant'Urbano, San Fior, Gaiarine, Orsago e Codognè; la frazione Francenigo di Gaiarine è parte della for. Sacilese. La popolazione del territorio ammonta a 24.549 unità.
| Parrocchia            | Patrono                            | Comune                | Frazione/Quartiere  | Popolazione | Web |
| --------------------- | ---------------------------------- | --------------------- | ------------------- | ----------- | --- |
| Godega di Sant'Urbano | Santa Margherita vergine e martire | Godega di Sant'Urbano | centro              | 1.690       |     |
| Albina                | San Silvestro papa                 | Gaiarine              | Albina              | 867         |     |
| Bibano                | San Martino vescovo                | Godega di Sant'Urbano | Bibano              | 1.961       |     |
| Campomolino           | San Lorenzo martire                | Gaiarine              | Campomolino         | 601         |     |
| Castello Roganzuolo   | Santi Pietro e Paolo apostoli      | San Fior              | Castello Roganzuolo | 2.122       |     |
| Cimavilla             | Beata Vergine della Mercede        | Codognè               | Cimavilla           | 720         |     |
| Cimetta               | Sant'Ulderico vescovo              | Codognè               | Cimetta             | 1.096       |     |
| Codognè               | Sant'Andrea apostolo               | Codognè               | centro              | 2.650       |     |
| Gaiarine              | San Tommaso da Canterbury          | Gaiarine              | centro              | 2.081       |     |
| Orsago                | San Benedetto abate                | Orsago                | centro              | 3.650       |     |
| Pianzano              | San Lorenzo martire                | Godega di Sant'Urbano | Pianzano            | 2.240       |     |
| Roverbasso            | Santa Maria Assunta                | Codognè               | Roverbasso          | 620         |     |
| San Fior              | San Giovanni Battista              | San Fior              | centro              | 3.015       |     |
| San Fior di Sotto     | Santa Giustina vergine e martire   | San Fior              | San Fior di Sotto   | 1.236       |     |

### Forania Quartier del Piave
Comprende le parrocchie dei comuni di Pieve di Soligo, Farra di Soligo, Vidor, Sernaglia della Battaglia, Moriago della Battaglia, Refrontolo; vi fa parte anche Collalto di Susegana (comune compreso per il resto nella for. La Colonna). La popolazione del territorio ammonta a 31.867 unità.
| Parrocchia                | Patrono                            | Comune                    | Frazione/Quartiere | Popolazione | Web |
| ------------------------- | ---------------------------------- | ------------------------- | ------------------ | ----------- | --- |
| Pieve di Soligo           | Assunzione di Maria Santissima     | Pieve di Soligo           | centro             | 6.186       |     |
| Barbisano                 | Santa Caterina vergine e martire   | Pieve di Soligo           | Barbisano          | 1.880       |     |
| Colbertaldo               | Sant'Andrea apostolo               | Vidor                     | Colbertaldo        | 1.104       |     |
| Collalto                  | San Giorgio martire                | Susegana                  | Collalto           | 409         |     |
| Col San Martino           | Annunciazione del Signore          | Farra di Soligo           | Col San Martino    | 2.955       |     |
| Falzè di Piave            | San Martino vescovo                | Sernaglia della Battaglia | Falzè di Piave     | 2.400       |     |
| Farra di Soligo           | Santo Stefano protomartire         | Farra di Soligo           | centro             | 2.200       |     |
| Fontigo                   | San Nicolò vescovo                 | Sernaglia della Battaglia | Fontigo            | 739         |     |
| Moriago della Battaglia   | San Leonardo                       | Moriago della Battaglia   | centro             | 1.418       |     |
| Mosnigo                   | San Martino vescovo                | Moriago della Battaglia   | Mosnigo            | 1.100       |     |
| Refrontolo                | Santa Margherita vergine e martire | Refrontolo                | centro             | 1.415       |     |
| Sernaglia della Battaglia | Assunzione di Maria Santissima     | Sernaglia della Battaglia | centro             | 2.760       |     |
| Solighetto                | Immacolata Concezione              | Pieve di Soligo           | Solighetto         | 2.483       |     |
| Soligo                    | Santi Pietro e Paolo Apostoli      | Farra di Soligo           | Soligo             | 2.536       |     |
| Vidor                     | Santo Nome di Maria                | Vidor                     | centro             | 2.282       |     |

### Forania Sacilese
Comprende le parrocchie dei comuni di Sacile (esclusa la frazione San Odorico, parte della diocesi di Concordia-Pordenone), Brugnera (escluse la frazioni Tamai e Maron, parte della diocesi di Concordia-Pordenone) e Caneva; vi fanno parte anche Francenigo di Gaiarine (comune compreso per il resto nella for. Pontebbana) e Villanova e Ghirano di Prata di Pordenone (diocesi di Concordia-Pordenone). La popolazione del territorio ammonta a 32.853 unità.
| Parrocchia              | Patrono                                 | Comune                | Frazione/Quartiere                  | Popolazione | Web |
| ----------------------- | --------------------------------------- | --------------------- | ----------------------------------- | ----------- | --- |
| Sacile                  | San Nicolò vescovo                      | Sacile                | centro                              | 8.927       |     |
| Brugnera                | Santi Giacomo apostolo e Nicola vescovo | Brugnera              | centro                              | 3.185       |     |
| Camolli                 | Santa Teresa di Gesù Bambino            | Sacile, Fontanafredda | Casut                               | 1.104       |     |
| Caneva                  | San Tommaso Apostolo                    | Caneva                | centro                              | 2.183       |     |
| Cavolano                | San Lorenzo Martire                     | Sacile                | Cavolano e Vistorta                 | 1.515       |     |
| Fiaschetti              | Annunciazione e Santissimo Redentore    | Caneva                | Fiaschetti                          | 939         |     |
| Francenigo              | San Tiziano vescovo                     | Gaiarine, Sacile      | Francenigo, San Giovanni di Livenza | 2.200       |     |
| Fratta di Caneva        | Assunzione di Maria Santissima          | Caneva, Sacile        | Fratta, Cornadella                  | 800         |     |
| Ghirano di Prata        | Santi Pietro e Paolo apostoli           | Prata di Pordenone    | Ghirano                             | 810         |     |
| San Cassiano di Livenza | San Cassiano martire                    | Brugnera              | San Cassiano di Livenza             | 815         |     |
| San Giovanni del Tempio | San Giovanni Battista                   | Sacile                | San Giovanni del Tempio             | 1.850       |     |
| San Michele di Sacile   | San Michele arcangelo                   | Sacile                | San Michele                         | 3.100       |     |
| Sarone                  | Maria Immacolata                        | Caneva                | Sarone                              | 1.215       |     |
| Stevenà                 | San Marco evangelista                   | Caneva                | Stevenà                             | 1.320       |     |
| Villanova di Prata      | Madonna Addolorata                      | Prata di Pordenone    | Villanova                           | 1.274       |     |

### Forania di Torre di Mosto
Comprende le parrocchie dei comuni di Torre di Mosto e Ceggia e quelle delle frazioni Fossà e Grassaga di San Donà di Piave e San Giorgio di Livenza di Caorle. La popolazione del territorio ammonta a 13.252 unità.
| Parrocchia                    | Patrono                       | Comune            | Frazione/Quartiere               | Popolazione | Web |
| ----------------------------- | ----------------------------- | ----------------- | -------------------------------- | ----------- | --- |
| Torre di Mosto                | San Martino vescovo           | Torre di Mosto    | centro                           | 3.012       |     |
| Ceggia                        | San Vitale martire            | Ceggia            | centro                           | 4.700       |     |
| Fossà                         | San Giovanni Bosco            | San Donà di Piave | Fossà                            | 950         |     |
| Gainiga                       | Sacro Cuore di Gesù           | Ceggia            | Gainiga                          | 680         |     |
| Grassaga                      | San Giorgio martire           | San Donà di Piave | Grassaga                         | 410         |     |
| San Giorgio di Livenza        | San Giorgio martire           | Caorle            | San Giorgio di Livenza           | 2.500       |     |
| Staffolo-Boccafossa-Senzielli | Santi Magno e Tiziano vescovi | Torre di Mosto    | Staffolo, Boccafossa e Senzielli | 1.000       |     |

### Forania La Vallata
Comprende le parrocchie dei comuni di Cison di Valmarino, Miane, Tarzo, Follina e Revine Lago. La popolazione del territorio ammonta a 15 240 unità.
| Parrocchia           | Patrono                                 | Comune             | Frazione/Quartiere       | Popolazione | Web |
| -------------------- | --------------------------------------- | ------------------ | ------------------------ | ----------- | --- |
| Cison di Valmarino   | Assunzione di Maria Santissima          | Cison di Valmarino | centro                   | 1 309       |     |
| Arfanta              | San Bartolomeo apostolo                 | Tarzo              | Arfanta                  | 365         |     |
| Combai               | Santo Stefano protomartire              | Miane              | Combai                   | 605         |     |
| Corbanese            | Santi Gervasio e Protasio martiri       | Tarzo              | Corbanese                | 1 400       |     |
| Farrò di Follina     | San Tiziano vescovo                     | Follina            | Farrò                    | 926         |     |
| Follina              | Beata Vergine del Rosario               | Follina            | centro                   | 1 700       |     |
| Miane-Campea-Premaor | Natività della Beata Vergine Maria      | Miane              | centro, Campea e Premaor | 2 288       |     |
| Lago                 | San Giorgio martire                     | Revine Lago        | Lago                     | 1 009       |     |
| Revine               | San Matteo apostolo                     | Revine Lago        | Revine                   | 1 120       |     |
| Tarzo                | Purificazione della Beata Vergine Maria | Tarzo              | centro                   | 2 498       |     |
| Tovena               | Santi Simone e Giuda apostoli           | Cison di Valmarino | Tovena                   | 1 025       |     |
| Valmareno            | Santi Pietro e Paolo apostoli           | Follina            | Valmareno                | 995         |     |

### Forania Zumellese
Comprende le parrocchie del comune di Borgo Valbelluna; alla parrocchia di Lentiai appartiene anche la frazione Marziai di Setteville. La popolazione del territorio ammonta a 13.913 unità.
| Parrocchia          | Patrono                                  | Comune                        | Frazione/Quartiere        | Popolazione | Web |
| ------------------- | ---------------------------------------- | ----------------------------- | ------------------------- | ----------- | --- |
| Mel                 | Santa Maria Annunziata                   | Borgo Valbelluna              | Mel                       | 3.184       |     |
| Carve-Pellegai      | San Donnino martire                      | Borgo Valbelluna              | Carve e Pellegai          | 1.002       |     |
| Lentiai             | Santa Maria Assunta                      | Borgo Valbelluna e Setteville | Lentiai, Stabie e Marziai | 3.990       |     |
| Sant'Antonio Tortal | Sant'Antonio abate                       | Borgo Valbelluna              | Sant'Antonio Tortal       | 1.109       |     |
| Trichiana           | Santa Maria Assunta e San Felice martire | Borgo Valbelluna              | Trichiana                 | 3.450       |     |
| Villa di Villa      | San Nicolò vescovo                       | Borgo Valbelluna              | Villa di Villa            | 1.178       |     |

## Unità pastorali
Le foranie sono ulteriormente suddivise in unità pastorali, in tutto 33, istituite ufficialmente nel 2005 dal vescovo Giuseppe Zenti.
- Unità pastorale Zumellese (6 parrocchie - forania Zumellese);
- Unità pastorale Vallata Est (5 parrocchie - comuni di Tarzo e Revine Lago);
- Unità pastorale Vallata Ovest (7 parrocchie - comuni di Cison di Valmarino, Miane e Follina);
- Unità pastorale Ceneda (5 parrocchie - comune di Vittorio Veneto);
- Unità pastorale Serravalle (6 parrocchie - comune di Vittorio Veneto);
- Unità pastorale Valle dei Fiori (3 parrocchie - comune di Vittorio Veneto);
- Unità pastorale Pedemontana Est (4 parrocchie - comune di Cordignano);
- Unità pastorale Pedemontana Ovest (3 parrocchie - comune di Colle Umberto);
- Unità pastorale Pedemontana Nord (7 parrocchie - comuni di Cappella Maggiore, Fregona e Sarmede);
- Unità pastorale Sacile Centro (5 parrocchie - comune di Sacile);
- Unità pastorale Canevese (5 parrocchie - comune di Caneva);
- Unità pastorale Brugnera-Francenigo (5 parrocchie - comune di Brugnera e frazioni Francenigo, Ghirano, Villanova);
- Unità pastorale Le Grazie di Vidor (4 parrocchie - comuni di Moriago della Battaglia e Vidor);
- Unità pastorale Piana di Sernaglia (3 parrocchie - comune di Sernaglia della Battaglia)
- Unità pastorale Colli di Soligo (3 parrocchie - comune di Farra di Soligo);
- Unità pastorale La Pieve (5 parrocchie - comuni di Pieve di Soligo e Refrontolo e frazione Collalto);
- Unità pastorale Conegliano Centro Storico (4 parrocchie - centro storico di Conegliano);
- Unità pastorale Conegliano Ovest (4 parrocchie - zona ovest di Conegliano);
- Unità pastorale Monticella (4 parrocchie - zona est di Conegliano);
- Unità pastorale Feletto (4 parrocchie - comune di San Pietro di Feletto);
- Unità pastorale San Vendemiale (3 parrocchie - comune di San Vendemiano);
- Unità pastorale San Fior (3 parrocchie - comune di San Fior);
- Unità pastorale Sant'Urbano (3 parrocchie - comune di Godega di Sant'Urbano);
- Unità pastorale Codognè (7 parrocchie - comuni di Codognè e Gaiarine);
- Unità pastorale Susegana (4 parrocchie - comune di Susegana);
- Unità pastorale Mareno-Santa Lucia (6 parrocchie - comune di Mareno di Piave e Santa Lucia di Piave);
- Unità pastorale Vazzola-San Polo (7 parrocchie - comuni di San Polo di Piave e Vazzola e frazione Tempio);
- Unità pastorale Oderzo (9 parrocchie - comune di Oderzo e frazioni Busco e San Nicolò);
- Unità pastorale Fontanelle (4 parrocchie - comune di Fontanelle);
- Unità pastorale Mansuè (3 parrocchie - comuni di Mansuè e Portobuffolé);
- Unità pastorale Motta (5 parrocchie - comuni di Motta di Livenza e Gorgo al Monticano);
- Unità pastorale Chiarano (8 parrocchie - comune di Chiarano e Cessalto e frazioni Campodipietra e Arzeri);
- Unità pastorale Torre di Mosto (7 parrocchie - forania Torre di Mosto).